# Joan of Plattsburg
Joan of Plattsburg er en amerikansk stumfilm fra 1918 af George Loane Tucker og William Humphrey.

## Medvirkende
- Mabel Normand som Joan
- Robert Elliott som Lane
- William Frederic
- Joseph W. Smiley som Ingleton
- Edward Elkas som Silverstein